# Acrorhynchides robustus
Acrorhynchides robustus är en plattmaskart som först beskrevs av Tor Karling 1931, och fick sitt nu gällande namn av Embrik Strand 1928. Acrorhynchides robustus ingår i släktet Acrorhynchides och familjen Polycystididae. Arten är reproducerande i Sverige. Inga underarter finns listade i Catalogue of Life.